# Bitwa o Szumszu
Bitwa o Szumszu – radziecka inwazja na wyspę Szumszu w archipelagu Wysp Kurylskich, pierwszy etap kurylskiej operacji desantowej przeprowadzonej pod koniec II wojny światowej. Bitwa została stoczona w dniach 18–23 sierpnia 1945 roku i była jedyną większą bitwą operacji kurylskiej oraz jednym z ostatnich starć II wojny światowej.

## Tło sytuacyjne
Związek Radziecki i Japonia zachowały wobec siebie neutralność po podpisaniu radziecko-japońskiego paktu o neutralności w dniu 13 kwietnia 1941 roku, chociaż oba kraje były sprzymierzone z wzajemnie wrogimi sojuszami wojskowymi od 1941 roku. Związek Radziecki odrzucił prośby aliantów o podjęcie jakichkolwiek działań zbrojnych przeciwko Japonii, ale rozważył plany stacjonowania amerykańskich samolotów na terytorium ZSRR w celu wykorzystania ich do operacji przeciwko Japończykom po wypowiedzeniu wojny Japonii przez Związek Radziecki w przyszłości.
Józef Stalin oświadczył w rozmowie z Ambasadorem Stanów Zjednoczonych w Związku Radzieckim W. Averellowi Harrimanowi na spotkaniu w październiku 1944 roku, że przystąpienie Związku Radzieckiego do wojny z Japonią będzie możliwe dopiero po upływie trzech miesięcy od porażki Niemiec. Stalin zastrzegł ponadto w ramach porozumienia, że będzie ono obejmowało zapewnienie przez aliantów istotnej pomocy Związkowi Radzieckiemu w budowaniu jego sił zbrojnych i dostaw wojskowych w Azji Wschodniej i na Pacyfiku przed rozpoczęciem jakichkolwiek radzieckich operacji wojskowych przeciwko Japonii. Stany Zjednoczone wkrótce rozpoczęły prace nad spełnieniem radzieckich wymagań poza corocznymi przydziałami pomocy w ramach Lend-Lease i w uzupełnieniu do nich, łącznie z transferem kilkunastu typów okrętów i samolotów ze Stanów Zjednoczonych dla radzieckich sił zbrojnych. Wiosną i latem 1945 roku Stany Zjednoczone potajemnie przekazały 149 okrętów i jednostek pływających – głównie okrętów eskortowych, desantowych i trałowców – radzieckiej marynarce wojennej w Cold Bay na Alasce w ramach Projektu Hula. Mimo to współpraca między Sowietami i Amerykanami była minimalna i w sierpniu 1945 roku Sowieci nie byli w stanie przeprowadzić większego desantu morskiego na terytorium zajęte przez Japonię.
Zgodnie z obietnicą Stalina Związek Radziecki wypowiedział wojnę Japonii 8 sierpnia 1945 roku, dokładnie trzy miesiące po kapitulacji Niemiec, a następnego dnia rozpoczął ofensywę przeciwko siłom japońskim w Azji Północno-Wschodniej. W sierpniu siły radzieckie zaatakowały wojska japońskie w marionetkowym państwie Mandżukuo w Mandżurii, w japońskiej prowincji Karafuto w południowej części wyspy Sachalin oraz w północnej części Korei, będącej wówczas posiadłością Japonii. Kolejnym celem radzieckiej ofensywy była okupacja Wysp Kurylskich.

## Przygotowania
15 sierpnia 1945 roku naczelny dowódca sowieckich sił zbrojnych na sowieckim Dalekim Wschodzie, marszałek Związku Radzieckiego Aleksandr Wasilewski, wydał rozkaz dowódcy 2 Frontu Dalekowschodniego, generałowi Maksimowi Purkajewowi oraz dowódcy Floty Oceanu Spokojnego Marynarki Wojennej ZSRR, admirałowi Iwanowi Jumaszewowi, do podjęcia pierwszego kroku w celu podboju Wysp Kurylskich poprzez zajęcie wysp Szumszu i Paramuszyr na północnym krańcu archipelagu, tuż przy południowym brzegu Kamczatki. Siły radzieckie miały najpierw zająć Szumszu, a następnie Paramuszyr; mając te dwie wyspy pod kontrolą, reszta łańcucha wysp, która była utrzymywana tylko przez niewielkie siły japońskie, wydawała się łatwa do zdobycia.
Purkajew i Jumaszew postawili dowódcę Kamczackiej Strefy Obronnej, generała Aleksieja Gnieczkę i dowódcę bazy morskiej w Pietropawłowsku Kamczackim, kapitana 1. rangi Dmitrija Ponomariowa, na czele operacji desantowej na Szumszu, z Gnieczką jako dowódcą całości sił. Gnieczko i Pomomariow otrzymali rozkaz zebrania zespołu uderzeniowego z sił lokalnie dostępnych na Kamczatce i wylądowania na Szumszu w ciągu 48 godzin.

## Siły

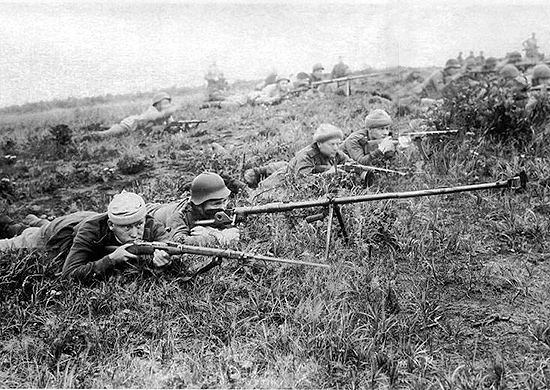
Radziecka piechota na Szumszu. Zwracają uwagę rusznice przeciwpancerne PTRS i hełmy starego typu

91 Dywizja Cesarskiej Armii Japońskiej stacjonowała na Szumszu i pobliskim Paramuszyrze, licząc około 8500 żołnierzy na Szumszu i 15 000 na Paramuszyrze. W razie potrzeby te dwa garnizony mogły się wzajemnie wzmacniać. Japończycy wystawili do walki także 77 czołgów. Przeciwko tym siłom Gnieczko był w stanie wystawić dwie wzmocnione dywizje strzeleckie Armii Czerwonej i batalion piechoty morskiej liczący łącznie 8824 oficerów i żołnierzy oraz morską grupę zadaniową składającą się z 64 małych okrętów i jednostek pływających, które miały je dostarczyć na Szumszu. Sowieci nie mieli czołgów ani większych okrętów wojennych, które mogliby zaangażować w operację, ale mieli przewagę w artylerii i moździerzach.

## Planowanie
Gnieczko i Ponomariow ocenili napięty harmonogram i doszli do wniosku, że przemieszczenie sił na odległość 170 mil morskich (310 km) z Pietropawłowska Kamczackiego do Szumszu po najbardziej zamglonych wodach świata zajmie 24 godziny, pozostawiając im tylko 24 godziny na zebranie sił szturmowych. Te, jeśli miałyby spełnić wymagania zgodnie z rozkazem, musiałyby wylądować na Szumszu wieczorem 17 sierpnia 1945 roku. Ostatecznie Gnieczko zażądał i otrzymał 24-godzinne odroczenie, co przesunęło nakaz lądowania najpóźniej na wieczór 18 sierpnia 1945 roku.
Chociaż raporty wywiadu radzieckiego wskazywały, że wojska japońskie na Szumszu zostały zdemoralizowane orędziem japońskiego cesarza Hirohito z 15 sierpnia 1945 roku, że Japonia zamierza się poddać, Gnieczko uważał, że japońska przewaga liczebna może zagrozić powodzeniu operacji. Chronicznie zła pogoda na tym obszarze ograniczała zdolność radzieckich samolotów do prowadzenia rozpoznania lub zapewnienia wsparcia z powietrza podczas lądowania, ale mimo to otrzymały one zadanie ataku na bazę morską na Paramuszyrze, aby przeszkodzić japońskim posiłkom próbującym dotrzeć do Szumszu.
Gnieczko obawiał się również, że jego siłom brakuje wystarczającego wsparcia artyleryjskiego i artylerii okrętowej na czas pierwszego lądowania. Okręty desantowe miały niewiele dużych dział – największy z nich, trałowiec „Ochock”, miał tylko jedno działo 130 mm i dwa działa 76,2 mm – dlatego dowódca wątpił w zdolność radzieckiej marynarki wojennej do zapewnienia wystarczającego wsparcia ogniowego, aby przeciwstawić się japońskiej artylerii przybrzeżnej; co więcej, on i Ponomariow wątpili w zdolność dostępnych małych okrętów do pozostania na stacji i zapewnienia skutecznego ostrzału wybrzeża zarówno pod ogniem japońskich baterii przybrzeżnych, jak i podczas walki z silnymi prądami w Cieśninie Kurylskiej.
Gnieczko postanowił polegać na czterech działach kal. 130 mm rozmieszczonych na przylądku Łopatka na południowym krańcu Kamczatki, aby zapewniły dodatkowe wsparcie artyleryjskie, strzelając na odległość 12 km przez Cieśninę Kurylską w cele na Szumszu, jednak uznał za niezwykle istotne, aby radziecka piechota szybko zdobyła przyczółek wystarczająco głęboki i bezpieczny, aby umożliwić radzieckim statkom wyładunek artylerii i moździerzy już na Szumszu; wierzył, że dopiero wtedy zacznie się ujawniać radziecka przewaga w artylerii. Jednakże radzieckie siły lądowe, które miały zostać zaangażowane w operację, miały niewielkie lub żadne doświadczenie w działaniach desantowych i niewiele czasu na zapoznanie się z topografią Szumszu, co również podważało radziecką zdolność do ustanowienia niezbędnego przyczółka. Gnieczko miał nadzieję, że skupiając siły desantowe w skoncentrowanym ataku na niewielkim obszarze, uda mu się przezwyciężyć te trudności i stworzyć bezpieczny przyczółek, na którym Sowieci będą mogli szybko rozmieścić swoją artylerię i moździerze.
Po stronie japońskiej 91 Dywizja Piechoty nie spodziewała się sowieckiego ataku. Jednak Kuryle były w posiadaniu Japonii od 1875 roku, a siły japońskie obsadzały je swoimi garnizonami przez całą II wojnę światową, co dało im doskonałą znajomość terenu. W pobliżu Paramuszyru znajdowała się podczas wojny główna japońska baza na północnym Pacyfiku, a japońska artyleria przybrzeżna miała zadanie bronić się przed atakami desantowymi na Szumszu. Siły japońskie walczące z Sowietami w innych częściach Azji Północno-Wschodniej wykazały zdolność do podjęcia zaciekłej obrony pomimo ogłoszonego przez Japonię zamiaru kapitulacji i zaprzestania działań wojennych przeciwko innym państwom alianckim z dniem 15 sierpnia 1945 roku.

## Lądowanie

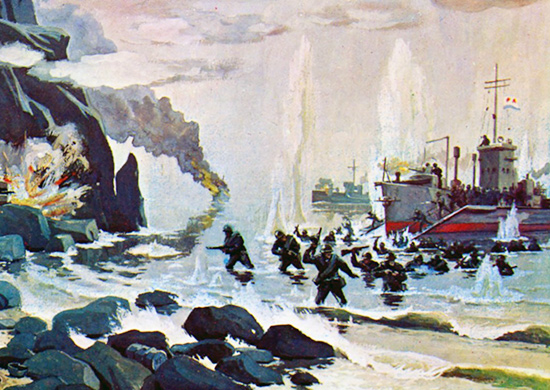
Moment lądowania radzieckiej piechoty morskiej na Szumszu przedstawiony na obrazie propagandowym G. Sotskowa z 1948

Radzieckie siły desantowe opuściły Pietropawłowsk Kamczacki 17 sierpnia 1945 roku o godzinie 5:00 i po 21-godzinnej podróży dotarły do Cieśniny Kurylskiej 18 sierpnia 1945 roku o godzinie 2:00, po czym zajęły pozycje wyjściowe do lądowania na Szumszu. Pierwsza fala licząca około 1000 żołnierzy piechoty morskiej wylądowała 18 sierpnia o godzinie 4:30. Całkowicie zaskoczeni Japończycy prowadzili zdezorganizowaną obronę, lecz Sowieci nie byli w stanie właściwie tego wykorzystać; żołnierze niedoświadczeni w desantach morskich prowadzili nieskoordynowane natarcie w głąb lądu, zamiast skupić się na swoim głównym celu, jakim było ustanowienie bezpiecznego przyczółka o wystarczającej głębokości, aby sprowadzić na brzeg artylerię i moździerze. O 5:30 Japończycy obsadzili karabiny maszynowe w bunkrach i okopach, z których zaczęli zadawać Sowietom ciężkie straty. Atakującym również zbyt długo zajęło rozpoczęcie ataków na pozycje japońskiej artylerii przybrzeżnej, których Japończycy zaciekle bronili. O godzinie 6:00 niektóre jednostki radzieckie pierwszej fali w końcu podjęły próbę ataku na japońskie baterie na przylądku Kokutan, ale były zbyt nieliczne, aby przełamać obronę. Sowieci odparli japoński kontratak piechoty i 20 czołgów, niszcząc 15 z nich, a następnie szarżowali na wzgórza w kierunku stanowisk artyleryjskich, jednak zostali odparci blisko szczytu.

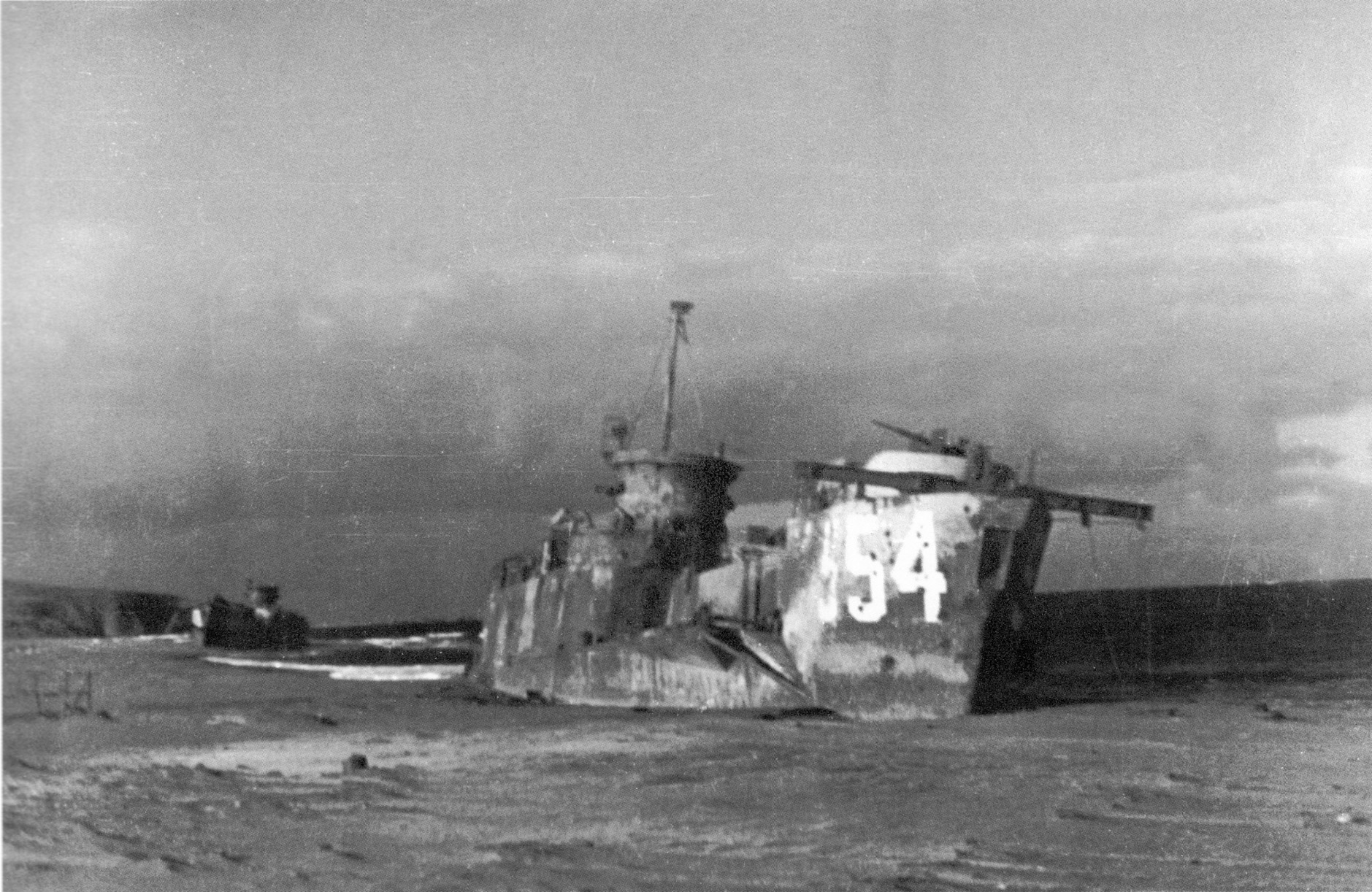
Zniszczone radzieckie (poamerykańskie) okręty desantowe u brzegu Szumszu

Japońska artyleria przybrzeżna wkrótce znalazła zasięg przeciwko sowieckim okrętom. Przez prawie całkowity brak łączności radiowej z żołnierzami na lądzie próby wsparcia ogniowego z broni okrętowej przez radzieckie jednostki morskie były nieskuteczne. Kiedy radziecka druga fala skierowała się do brzegu o godzinie 5:30, prowadzona przez 16 byłych amerykańskich okrętów desantowych piechoty (LCI (L), w radzieckiej nomenklaturze nazywanych DS od diesantnoje sudno) – japońska artyleria przywitała ją zmasowanym ostrzałem. Zanim o godzinie 9:00 zakończył się rozładunek drugiej fali, ogień japońskiej artylerii zniszczył pięć okrętów desantowych – DS-1 (były USS LCI(L)-672), DS-5 (były USS LCI(L) -525), DS-9 (były USS LCI(L)-554), DS-43 (były USS LCI(L)-943) i DS-47 (były USS LCI(L)-671). Radziecka druga fala dotarła na brzeg bez artylerii i moździerzy oraz z zaledwie kilkoma działającymi radiami.
W tym samym czasie w pobliżu Szumszu zatopiono radziecki trałowiec KT-152. Uważa się, że został on zaatakowany przez samolot kamikadze.
O godzinie 9:10 siły radzieckie na Szumszu – bardzo potrzebujące posiłków i zaopatrzenia – w końcu nawiązały kontakt radiowy z okrętami na morzu i z czterema działami na przylądku Łopatka. Ostrzał z Kamczatki był bardzo skuteczny, a wojska radzieckie oparły się powtarzającym się japońskim kontratakom. Po południu, gdy pogoda się poprawiła, radzieckie samoloty zaczęły atakować bazę morską na Paramuszyrze, aby uniemożliwić japońskim posiłkom dotarcie do Szumszu, a Sowieci wreszcie nawiązali dobrą komunikację między swoimi żołnierzami na lądzie, okrętami wsparcia ogniowego i samolotami, co umożliwiło zadanie ciężkich strat kontratakującym Japończykom. Wieczorem 18 sierpnia Sowieci utworzyli przyczółek o szerokości 4 km i głębokości od 5 do 6 km i zdołali sprowadzić na brzeg pierwszą artylerię i moździerze.
Zabity podczas zdobywania pozycji japońskiego karabinu maszynowego na Szumszu 18 sierpnia radziecki podoficer piechoty morskiej Nikołaj Wiłkow otrzymał pośmiertnie tytuł Bohatera Związku Radzieckiego.

## Zakończenie operacji
W serii ataków w nocy z 18 na 19 sierpnia 1945 roku Sowieci zniszczyli większość japońskich baterii przybrzeżnych, a Gnieczko planował wreszcie położyć kres całemu japońskiemu oporowi na Szumszu 19 sierpnia. Radziecka ciężka artyleria wylądowała na wyspie rankiem 19 sierpnia, a małe grupy Japończyków zaczęły się poddawać. O godzinie 9:00 japoński wysłannik poinformował Sowietów, że 91 Dywizja Piechoty otrzymała od wyższego dowództwa rozkaz zaprzestania walki do godziny 16:00.
Siły japońskie na Szumszu, Paramuszyrze i Onekotanie podpisały porozumienie o bezwarunkowej kapitulacji 19 sierpnia 1945 roku o godzinie 18:00. Jednak nieregularne walki na Szumszu nadal trwały, aż do 23 sierpnia 1945 roku, kiedy ostatni Japończycy na wyspie ostatecznie się poddali.

## Rezultat

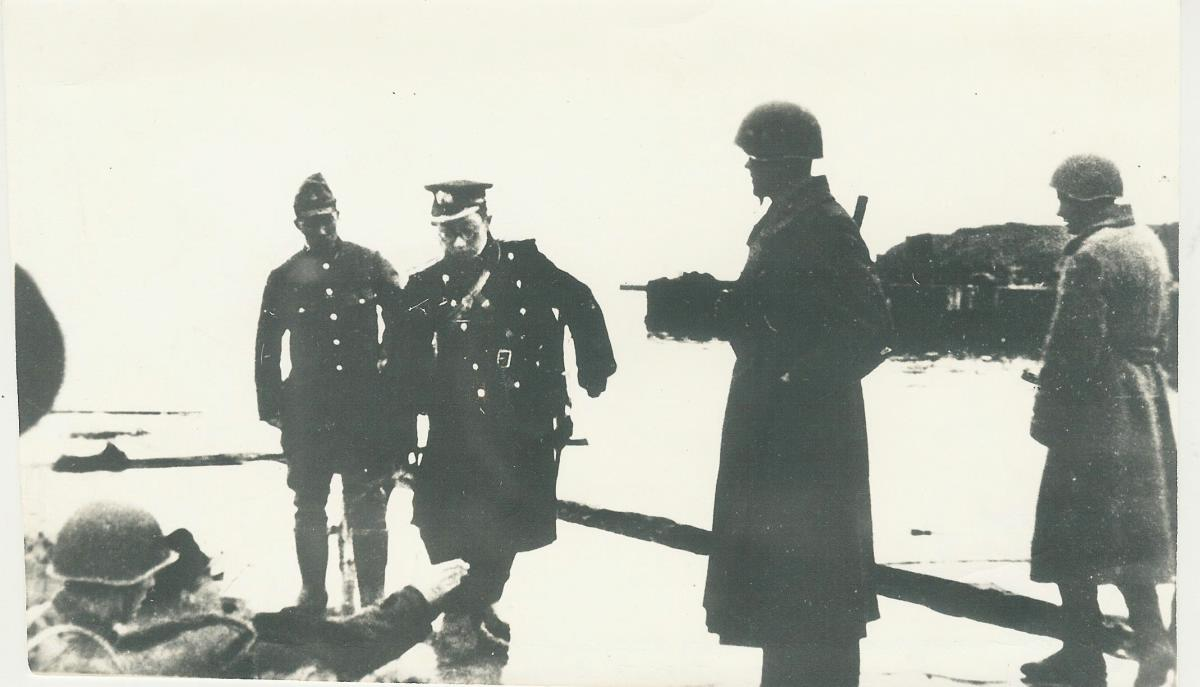
Dowódca japońskiego garnizonu Fusaki Tsutsumi poddający się żołnierzom radzieckim na Szumszu

Bitwa o Szumszu była jedyną bitwą pomiędzy Sowietami a Japończykami w sierpniu i wrześniu 1945 roku, w której straty sowieckie przewyższyły straty Japończyków. Sowieci ponieśli 1567 ofiar – 516 zabitych lub zaginionych i 1051 rannych – a także stracili pięć okrętów desantowych, podczas gdy straty japońskie wyniosły 1018 ludzi – 256 zabitych i 762 rannych. Oficerowie radzieccy często wspominali później, że operacja pokazała trudność desantów morskich na terytorium wroga oraz niedociągnięcia i brak doświadczenia Armii Czerwonej w działaniach desantowych, i jako powód, dla którego nie wylądowali na wyspie Hokkaido w głównym archipelagu Wysp Japońskich, powoływali się na swoje traumatyczne doświadczenia na Szumszu.
Kiedy Szumszu i Paramuszyr znalazły się pod kontrolą Sowietów, reszta archipelagu Wysp Kurylskich, utrzymywana przez znacznie słabsze siły japońskie, z łatwością wpadła w ręce sił radzieckich. Sowieci zakończyli operację kurylską 5 września 1945 roku.